# 邓志东
邓志东（1966年1月—），男，四川屏山人，中国自动化控制专家。清华大学教授。主要研究人工智能与计算神经科学、自动驾驶技术等领域。

## 生平
1986年毕业于四川大学。1991年9月获哈尔滨工业大学博士学位后留校任教。1992年至1994年，在清华大学计算机科学与技术系从事博士后研究，出站后留清华大学任教，1994年12月晋升为副教授，2000年晋升为教授，2001年被聘为博士生导师。
2018年，当选中国自动化学会会士。2019年4月，受聘为上海证券交易所第一届科技创新咨询委员会委员。2019年6月，担任新成立的清华大学人工智能研究院视觉智能研究中心主任。2020年，当选中国计算机学会高级会员。